# کارل لیش
کارل لیش (آلمانی: Karl Lisch؛ ‏ ۲۴ ژوئیهٔ ۱۹۰۷ – ۵ فوریهٔ ۱۹۹۹) چشم‌پزشک اهل اتریش بود. 

## زندگی
وی در وین، زوریخ و اینسبروک تحصیل کرد و در سال ۱۹۳۱ فارغ‌التحصیل شد. او از سال ۱۹۴۷ رئیس دپارتمان چشم‌پزشکی بیمارستان ورگل شد و تا بازنشستگی در آنجا ماند. وی عنوانِ مشاور ارشد امور پزشکی را از رئیس‌جمهور اتریش در سال ۱۹۸۹، مدال افتخار را از انجمن نوروفیبروماتوز آمریکا در سال ۱۹۹۲ و نشان افتخار صلیب درجه یک برای علم و هنر را از وزارت علوم و هنر اتریش دریافت کرد. امروزه نام او به‌واسطهٔ توصیف گره‌های لیش در یادها مانده است.